# Kim Manresa
Joaquim Manresa Mirabet (Barcelona, 1961), más conocido como Kim Manresa es un fotógrafo español.
Ha utilizado la fotografía como herramienta para la denuncia social. Ha ganado numerosos premios y realizado reportajes sobre la prostitución infantil, la pobreza o la ablación. Su reportaje “El día que la Kadi perdió parte de su vida” ha sido seleccionado por la agencia Associated Press como uno de los cien mejores reportajes del siglo XX.
Ha publicado más de 50 libros, entre los que destacan Barcelona nit, El Molino, Infancia robada y El cor del Barça: XICS, un projecte solidari, con David Dusster, Los olvidados, con Juan Gonzalo Betancur, Kim Manresa (Biblioteca de Fotógrafos Españoles Photo Bolsillo), Un río de esperanza, La pell de Catalunya, con Oriol Alamany, Escoles d'altres mons y Rebeldía de Nobel: conversaciones con 16 premios Nobel de literatura, con Xavi Ayén, y Les Barraques de Santa Engràcia, y ha expuesto en más de mil salas de todo el mundo. En conjunto, sus obras han sido publicadas en al menos nueve lenguas (catalán, castellano, euskera, portugués, francés, inglés, árabe, turco y coreano).
Desde 1985 trabaja en La Vanguardia. 

## Biografía
Desde muy joven se interesó por el fotoperiodismo y a los 14 años comenzó a tomar fotografías con una cámara Dacora que sus padres le regalaron. Sus primeras fotografías fueron sobre luchas obreras documentando manifestaciones o cargas policiales.
En 1975 publicó sus primeras fotografías en un libro de Josep Maria Huertas Claveria. Entonces todavía firmaba Joaquim Manresa.  El fotógrafo Joan Colom decía un día que reconocía en Kim Manresa ese mismo desasosiego que un día lo llevó a él a sumergirse en el Barrio Chino.
En 1977 empezó a colaborar en el diario Tele/eXpres y, poco después, en Mundo Diario y Primera Plana. También entró a trabajar en el estudio de la fotógrafa Colita. Durante breve tiempo fue el fotógrafo de Comediants y fotografió algunos de los principales grupos de música que visitaron Barcelona como Bob Marley, Supertramp o Elton John.
Al llegar a la mayoría de edad "me tocó hacer la mili en Canarias pero, una vez allí, conseguí que me declararan inútil. En Canarias hice un reportaje sobre los guanches y después me embarqué hacia Mauritania, donde hice unos reportajes sobre las caravanas de las minas de sal y el papel de la mujer en el mundo árabe. Se publicaron en las revistas Geo, Muy Interesante…", explica el fotógrafo.
A partir de ese momento y hasta mediados de los ochenta hizo reportajes de carácter etnológico y social en África y las Antillas y colaboró en diferentes periódicos y revistas nacionales e internacionales. En 1985 fue contratado en e equipo de fotógrafos de La Vanguardia, cubriendo información diaria de ámbito estatal e internacional (con el tiempo viviría acontecimientos como la caída del muro de Berlín o la Guerra del Golfo) y comenzó a colaborar con la agencia internacional de fotografía VU de París.
Bru Rovira cuenta una peripecia del fotógrafo: "En Cuba […] se fue en cierta ocasión con la edificante idea de hacer un reportaje sobre el 25 aniversario de la revolución. A los dos días ya se había enrollado con un brujo que le abrió las puertas del vudú." Esto motivó que fuera expulsado de Cuba, donde oficialmente estos ritos eran inexistentes.
Su afán por conocer y explicar realidades ocultas le provocó también quebraderos de cabeza en su propia ciudad. Josep Carles Rius rememora: "Recibo una llamada de un redactor que me dice que la Guardia Urbana había detenido al fotógrafo que le acompañaba. Kim Manresa había captado cómo una unidad especial de la Guardia Urbana de Barcelona reprimía unos vecinos de Nou Barris que protestaban por el desalojo de un edificio. En aquella ocasión Kim Manresa no había conseguido hacerse invisible, pero pudo lanzar la cámara a una vecina que la hizo llegar a la redacción. Las fotos de la intervención de la Guardia Urbana llevaron a la disolución de la unidad especial que la había protagonizado."
Con el africanista David Serra hizo un reportaje sobre el continente africano. Visitó más de treinta países y disparó más de treinta mil fotografías, una selección de las cuales ha dado lugar al libro Historias de África.
De aquel viaje surgió uno de los reportajes de Kim Manresa que más repercusión han tenido (fue seleccionado por Associated Press como uno de los mejores 100 fotorreportajes del siglo XX), "El día que Kadi perdió parte de su vida", que muestra una operación de ablación de clítoris a una niña de cinco años llamada Kadi. Así lo vivió: "“La ablación se practicó en un patio y duró siete u ocho minutos. Kadi gritaba desconsoladamente. Yo me sentía muy mal y solo estuve presente unos 30 segundos, el tiempo imprescindible para tomar ocho fotografías. Entraba un instante y volvía a salir. ¡No veía ni a qué disparaba! Fue una de las experiencias que más me han impresionado”. Hasta ese momento, fue el reportaje más premiado del fotoperiodismo español.
En 1999 fotografió un grupo de chicas de Bangladés desfiguradas con ácido, que fueron tratadas durante unos meses en un centro médico de Valencia.
El reportaje "Niños en el vacío de Irak", publicado en el Magazine de La Vanguardia el 6 de julio de 2003, fue el primero en que, además de las fotografías, Kim Manresa escribió también el texto.
Entre 2005 y 2009 Xavi Ayén y Kim Manresa se entrevistaron con 16 premios Nobel de literatura, siempre conviviendo con los entrevistados en su casa durante un mínimo de seis horas (en algunos casos durante algunos días). De ahí surgió el libro Rebeldía de Nobel. Hablando con Gabriel García Márquez, este les dio la exclusiva mundial de que dejaba de escribir. Posteriormente los autores han seguido hablando con más premios Nobel y tienen en preparación la obra Planeta Nobel, que incluirá conversaciones con 25 escritores.
Kim Manresa cita a menudo entre sus referentes a Joan Colom, Agustí Centelles, Néstor Almendros, Lewis Hine o Edward Curtis. Ha trabajado codo a codo con un gran número de periodistas, entre los que destacan por la colaboración continuada David Serra, David Dusster, Xavi Ayén, Xavi Aldekoa y Luis Benvenuty.

## Premios y reconocimientos
- Premio FotoPress - 6 veces, entre ellas:
  - Primer premio FotoPress 1990: foto Vuelo de pájaro
  - Primer premio FotoPress 1999: foto La ablación
  - Premios FotoPres de deporte, naturaleza, retrato y sociedad
- 1993 Premio Sant Francesc de Sales, Patrón de los Periodistas
- 1994 Premio periodístico Ajuntament de Barcelona. Temas sociales
- Premio Ajuntament de Barcelona. Àrea de Cultura, por Festes de la Mercè
- Fotògrafo invitado por el Ajuntament de Barcelona a la fiesta mayor. Exposición Mercè de nit. Catálogo y trofeo
- 1998 Premio Godó de Fotoperiodismo por una instantánea sobre la ablación en el África subsahariana, publicada en la revista dominical de La Vanguardia
- 1999 Primer Premio de Fotoperiodismo Agustí Centelles, por Concierto de los Rolling Stones
- Medalla de plata de Fotoperiodismo de la Society of Newpaper Design (Estados Unidos), por Historias de África
- Premio de la Society of Newspaper Design (Estados Unidos), por el reportaje y libro El molino
- 1998 La agencia de prensa Associated Press selecciona El día que la Kadi perdió parte de su vida como uno de los mejores 100 fotoreportajes del siglo XX
- 1998 Visa d'Or del Festival Internacional de Fotoperiodismo de Perpiñán Visa pour l'Image, por El día que la Kadi perdió parte de su vida
- 1999 Premio Lirio, otorgado por la Associació de Dones Periodistes, por Mujeres maltratadas
- 1999 Finalista al mejor libro educativo publicado en lengua inglesa por el Ministerio de Cultura de Australia, por The Day Kadi Lost Part of Her Life (Spinifex Press)
- Primer Premio Internacional Derechos Humanos y Periodismo Ciudad de Gijón. Semana Internacional del Fotoperiodismo Gijón, por Historia sobre Kadi y Sali
- 2001 Premio UNICEF de periodismo, junto a David Drusster, por La infancia en el siglo XXI (trabajo realizado durante tres meses por las calles de Brasil)
- Premio al mejor libro documental concedido por la revista Foto a Barcelona nit
- Mención de honor premio Fuji de prensa por el reportaje Mujeres de Bangladesh
- Segundo premio Ortega y Gasset de fotoperiodismo, mención especial, por Historias de África
- Finalista al premio Ortega y Gasset de fotoperiodismo, por El Muro de Berlín
- Premio Fotografía y Antropología, por Los guanches
- Primer premio Fotografía Documental Barcelona, por Payeses del Pirineo
- Primer premio de Fotoperiodismp Vila de Gràcia, Ajuntament de Barcelona, por Fiestas de Gràcia
- 2011 Premio a la trayectoria y por su compromiso con los derechos humanos, Junta de Andalucía y Asociación Andaluza del Dolor y Asistencia Continuada
- 2011 VI Memorial Joan Gomis, en reconocimiento a personas, instituciones o colectivos que hacen periodismo orientado a luchar contra las desigualdades, la pobreza y la exclusión social, por su trayectoria
- 2012 Premio Derechos de la Infancia y el Periodismo, de la Asociación de la Prensa de Madrid y el Defensor del Menor de la Comunidad de Madrid
- 2015 Rebeldía de Nobel es escogido uno de los mejores libros del año en Corea del Sur
- 2015 Pregonero de la fiesta mayor de Nou Barris, Barcelona

En 1992 la revista francesa Photo seleccionó a Kim Manresa como un de los grandes fotógrafos europeos.
El reportaje El día que la Kadi perdió parte su vida ha recibido infinidad de premios a nivel nacional e internacional: El Visa d’Or pour l’Image de Perpiñán, el Godó de Fotoperiodismo, la medalla de plata de fotoperiodismo de la Society of Newspaper Design, el FotoPress'99… La agencia de prensa Associated Press lo consideró uno de los mejores 100 fotoreportajes del siglo XX.